# EMarketer
eMarketer（イーマーケター）は、デジタルマーケティング、マスメディア、商業に関する洞察と傾向を提供する市場調査子会社 。eMarketerは1996年に創設され、ニューヨークに拠点を置いている。同社の顧客はフォーチュン500企業の2/3に上り、購読者も70ヶ国に及ぶ 。2016年6月にアクセル・シュプリンガー社によって2億4200万ドルで買収された。

## 製品とサービス

### 法人購読
購読者は、Webベースのクライアントポータルを介してeMarketerのデータにアクセスできる。データベース内ではアナリスト、予測者、研究者が業界レポート、予測、比較推定、チャート、記事、インタビュー、ケーススタディー、Web会議、ビデオを公開している。同社は、グローバルな情報源からの情報を選別、比較、コンテキスト化し、広告、マーケティング、メディア及び商業に関するデジタルトレンドのマクロレベルの理解を提供している

### eMarketerデイリーニュースレター
「eDaily」は無料のEメールニュースレターで12万部以上流通している 。ニュースレターにはeMarketerの最新の分析の一部が網羅してあり、モバイルでの流行やソーシャルとオンライン広告についてのトピックスがある

## 歴史
1996年
eMarketerが創設された。
Advertising Age (Ad Age)とeMarketerは共同でインターネット広告についての初めての包括的なリポートを出版した。
2004年
eMarketerは収益を上げるようになった。
2011年
共同創設者で元CEOのジェフ・ラムジーは「ad:tech Industry Achievement Award」でデジタルマーケティング部門賞を受賞した。
2012年
民間投資企業が2500万ドルで少数株を購入した。
2013年
eMarketerは本社を「11 Times Square」に移転した。

## トピックスと業界範囲
トピックス
- 広告 & マーケティング
- 企業間取引(B2B)
- 消費者
- 人口統計
- 電子商取引
- 電子メール
- メディア使用法
- モバイル
- 検索
- ソーシャルメディア
- ビデオ

業界
- 自動車産業
- 最終財
- 金融サービス & 保険
- 医療 & 医薬品
- マスメディア & エンターテインメント
- 小売
- 旅行